# 亚太5C卫星
亚太5C卫星（英語：或），是美国劳拉空间系统公司制造、香港亚太通信卫星有限公司所有的一颗人造地球卫星。于2018年9月9日由SpaceX的猎鹰九号运载火箭发射。用于接替2004年发射的亚太5号通信卫星。

## 性能
亚太5C卫星配備C頻段，Ku頻段寬波束載荷和Ku頻段高通量有效載荷，提供高功率的廣播電視、直播到戶、VSAT、移動通信等業務。